# Klavs Bondebjerg
Klavs Bondebjerg (16. juli 1953 – 20. juni 2004) var en dansk digter.
Han debuterede som lyriker i 1982 med digtsamlingen Uroligheder og udgav siden yderligere fem digtsamlinger, senest Luften omkring dine læber i 1998. Siden 1980'erne arbejdede han som journalist på Danmarks Radio og producerede en lang række rejsereportager. Hans sidste bog, Menneske for en dag – udvalgte digte og rejsenotater, udkom i april 2004.